# Aeroportul Municipal New Coalinga
Aeroportul Municipal New Coalinga (IATA: CLG, FAA LID: C80) este un aeroport din California, Statele Unite ale Americii. Aeroportul a fost tranzitat în 2019 de 4 pasageri.
Situat la o altitudine de 190 m, aeroportul dispune de 2 piste.

## Infrastructură

### Piste
Aeroportul dispune de 2 piste. Pista 01/19 are dimensiunile 2.471 picioare × 60 picioare. Pista 12/30 are suprafața de asfalt și dimensiunile 5.000 picioare × 100 picioare. 